# Valea Cufundoasă, Maramureș
Valea Cufundoasă (în maghiară Mélypatak) este o localitate componentă a municipiului Sighetu Marmației din județul Maramureș, Transilvania, România.

## Etimologie
Etimologia numelui localității: din Vale (< subst. vale „depresiune” < lat. vallis) + determinantul Cufundoasă (< adj. cufundos, -oasă „adânc" < cufunda < lat. confundare). 

## Demografie
La recensământul din 2011, populația era de 502 locuitori. 